# М'єшть
М'єшть, М'єшті (рум. Miești) — село у повіті Олт в Румунії. Входить до складу комуни Кунгря.
Село розташоване на відстані 135 км на захід від Бухареста, 25 км на північ від Слатіни, 60 км на північний схід від Крайови, 145 км на південний захід від Брашова.

## Населення
За даними перепису населення 2002 року у селі проживали 210 осіб, усі — румуни. Усі жителі села рідною мовою назвали румунську.